# Phú Cường, Ba Vì
Phú Cường là một xã thuộc huyện Ba Vì, thành phố Hà Nội, Việt Nam.
Xã Phú Cường có diện tích 9,28 km², dân số năm 1999 là 5257 người, mật độ dân số đạt 566 người/km².